# Evje
58°35′11″N 7°48′14″Ø / 58.58639°N 7.80389°Ø
Evje en by, handelscenter og administrationscenteret i Evje og Hornnes kommune i Agder fylke i Norge. Byen har 3.603 indbyggere (1. jan. 2011). Evje var fra 1. januar 1877 til 31. december 1959 en selvstændig kommune i Setesdal.

## Den tidligere kommune
Fra 1837 dannede Evje sammen med Vegusdal Evje og Vegusdal formandskabsdistrikt. I 1877 blev området delt i to selvstændige kommuner. Evje kommune havde da 870 indbyggere.
Evje blev slået sammen med Hornnes 1. januar 1960 til Evje og Hornnes kommune. Ved sammenlægningen havde Evje 1.646 indbyggere.
1. januar 1986 blev området Lislevand i Birkenes lagt til Evje og Hornnes.

## Stedet
Navnet Evje er for mange mest kendt fra tjeneste i militærlejren Evjemoen, der eksisterede fra 1912 til og med 2002. Leiren ligger syd for Evje, og blev fra 1953 til 1995 brugt som rekrutskole for infanteriet . Politikeren Jørgen Løvland (V) kom fra Evje, lige som Kjell Ingolf Ropstad (KrF).
Evje var stationsby ved Setesdalsbanen. Rige mineralforekomster har gennem flere hundrede år givet grundlag for minedrift, og Evje havde nikkelminer og nikkelraffinaderi. Malmudvindingen i Evje var grundlaget for etablering af virksomheden Falconbridge i Kristiansand.